# 커티스 캘런
커티스 고브 캘런 2세(영어: Curtis Gove Callan, Jr., 1942–)는 미국의 이론물리학자이다. 게이지 이론과 끈 이론에 업적을 남겼고, 특히 재규격화군의 이론과 순간자 이론이 유명하다.

## 생애
헤이버퍼드 대학교(Haverford College)에서 물리학 학사 학위를 수여받았고, 프린스턴 대학교에서 1964년에 박사 학위를 수여받았다. 이후 프린스턴 대학교의 교수가 되었고, 후안 말다세나 등을 비롯한 유명한 제자들을 양성하였다.